# 三塚博
三塚 博（みつづか ひろし、1927年〈昭和2年〉8月1日 - 2004年〈平成16年〉4月25日）は、日本の政治家、獣医師。
衆議院議員（10期）、運輸大臣（第57代）、通商産業大臣（第48代）、外務大臣（第111代）、大蔵大臣（第102代）、衆議院議院運営委員長（第44代）、自由民主党政務調査会長（第35代・38代）、自由民主党幹事長（第31代）、自由民主党税制調査会長（第22代）を歴任。正三位旭日大綬章。血液型O型。

## 来歴・人物
宮城県遠田郡北浦村（小牛田町を経て美里町）で、男6人、女8人の14人兄弟の7番目として誕生。宮城県立小牛田農林学校（現宮城県小牛田農林高等学校）、東京高等獣医学校（現日本大学生物資源科学部）を経て早稲田大学第一法学部へ学士入学し、1951年に卒業。在学中は雄弁会に所属。
大学卒業後は本間俊一、保科善四郎両衆院議員秘書を経て1959年の宮城県議会議員選挙に立候補するも落選。捲土重来を期した次の1963年に宮城県議会議員に初当選。2期務める。1970年には自由民主党宮城県連の一方的な要請により仙台市長選挙に立候補し落選するが、1972年の第33回衆議院議員総選挙に自民党公認で立候補し初当選を飾る。以降10期連続当選（当選同期に小泉純一郎・加藤紘一・山崎拓・石原慎太郎・村岡兼造・保岡興治・瓦力・越智通雄・野田毅・深谷隆司など）。派閥は福田派→安倍派に属した。
新人議員の頃、青嵐会の結成に参加。中川一郎の信用を得て、福田派議員でありながら1979年に設立された中川派の幹事長を務める。政策通であり、同じ派閥の加藤六月などと共に「運輸族」の有力議員として知られ、1982年2月に発足した党の「国鉄再建に関する小委員会」では委員長となり（通称「三塚小委員会」）、国鉄改革に取り組んだ。1985年、第2次中曽根第2次改造内閣に運輸大臣として初入閣。国鉄分割民営化、財政構造改革路線の推進に尽力した。
1986年、安倍が福田派を継承すると三塚も派内事務総長に就任し加藤、森喜朗、塩川正十郎と共に「安倍派四天王」のひとりに数えられる実力者へと成長する。派内の後継者候補と目されるライバルが四天王として並び立つ構図は、1988年のリクルート事件の発覚により加藤と森が謹慎を余儀なくされた事で崩れ、事件に無関与だった三塚は通産大臣、外務大臣、自民党政調会長をたて続けに歴任。異例のスピードで重要役職をこなす。
1991年に安倍晋太郎が死去すると、清和会での主導権を巡る加藤六月との「三六戦争」に勝利、安倍派を継承し、三塚派とした。亀井静香によると安倍の後は森が派閥会長を引き継ぐ予定だったが、三塚に比べて森は影が薄く、それを察した小泉が総会で「三塚の方が人気あるし、あれを先に会長させようよ。」と言い、森も「三塚、お前が会長やれよ。」と言い三塚が会長になった経緯を明かしている。派閥を率いて同年の自由民主党総裁選挙に出馬するも落選、宮澤内閣においても政調会長となる。三塚派は森と小泉に実効支配されていた。その後も自民党幹事長、第2次橋本内閣で大蔵大臣を務めるなど、首相・総裁候補として、申し分のないキャリアを積んだ。
1997年には、第2次橋本内閣の蔵相であり、清和会21世紀を考える会の会長であったが、4月の衆議院本会議では、大蔵大臣として外国為替及び外国貿易管理法の改正法案の趣旨説明を行った。同改正法案は、日本国が他国に対し、国際連合の決議に基づかずとも独自に経済制裁等の措置を講ずることを可能とするものであった。
しかし同年、山一證券・北海道拓殖銀行の経営破綻といった、未曾有の金融危機に見舞われた際に、目立った指導力を発揮出来ず、北海道拓殖銀行の資金繰りが行き詰まり、北洋銀行への営業譲渡に追い込まれたのが1997年（平成9年）11月17日。大蔵省は「護送船団方式」の維持を北海道銀行との合併に賭けたが道銀側の反対が根強く、「大手20行は1行たりともつぶさない」とする国際公約は脆くも崩れ去り、1997年（平成9年）11月24日に山一證券が経営破綻し、三塚も「マーケットを無視することはできない」と敗北を認めた。大蔵省接待汚職事件の責任を取って、1998年1月に大蔵大臣を辞任した。
また、1997年の宮城県知事選挙で自民党推薦の市川一朗が敗北するなど宮城政界への影響力も低下した。結果、内閣総理大臣への夢は叶わず、翌年には森に清和会会長の座を譲って自らは名誉会長となり（三塚派から森派に移行）、政界の第一線から退く形になった。
その後、清和政策研究会の名誉会長となる。2001年の自由民主党総裁選挙では三塚と当選同期の小泉純一郎を支持した。2003年の第43回衆議院議員総選挙には、高齢と健康問題を理由に出馬せず政界を引退し、2004年4月25日に死去した。発表されている死因は肺炎（一説には肺がんを発病していたという）。76歳没。

## 経歴

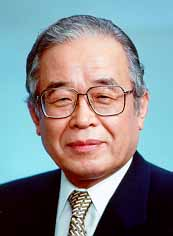
内閣広報室より公表された肖像（1996年撮影）

- 1959年4月 宮城県議会議員選挙に立候補し、落選。
- 1963年4月 宮城県議会議員選挙に初当選。（2期）
- 1970年1月 仙台市長選挙に立候補し、落選。
- 1972年12月 衆議院議員選挙に立候補し、初当選。以降10期連続当選。
- 1977年11月 運輸政務次官（福田改造内閣）に就任。
- 1985年12月 運輸大臣（第2次中曽根第2次改造内閣）に就任。
- 1987年11月 衆議院議院運営委員長に就任
- 1988年12月 通産大臣（竹下改造内閣）に就任。
- 1989年6月 外務大臣（宇野内閣）に就任。
- 1989年8月 自民党政調会長に就任（海部総裁）。
- 1991年6月 安倍晋太郎の死去を受け清和会会長に就任。安倍派から三塚派となる。
- 1991年10月 自民党総裁選に立候補。
- 1992年12月 再び自民党政調会長に就任（宮澤総裁）。
- 1993年8月 自民党政治改革本部長に就任（河野総裁）。
- 1995年8月 幹事長を務めていた森が建設大臣として入閣したため、その後任として自民党幹事長に就任。
- 1996年11月 大蔵大臣（第2次橋本内閣）に就任。
- 1998年1月 一連の大蔵省接待汚職事件の責任を取り大臣を辞任。
- 1998年12月 派閥会長を森喜朗に禅譲（清和会は、三塚派から森派となる）。
- 2003年10月 政界を引退。
- 2004年4月 聖路加国際病院で死去。

## エピソード
- 東京高等獣医学校（現・日本大学生物資源科学部）で獣医師免許を取得している。
- 株仕手戦を巡る国際航業事件、師の子息である本間俊太郎宮城県知事が逮捕されたゼネコン汚職への関与を指摘されるなど、疑惑の対象となることが多く、「疑惑のデパート」と揶揄された[要出典]。
- 前述の中川一郎の自由民主党総裁選挙出馬の件に関して、三塚の先輩である浜田幸一は、著書『日本をダメにした九人の政治家』にて、「金で総てを動かし、中川さんが苦しんでいるさまを横目に出世していった三塚君の人間性を許すわけにはいかない」と厳しく断じ、「この男が首相にでもなろうものなら、間違いなく日本は滅びてしまう」と警鐘を鳴らし、「三塚博よ、真っ先に辞職を」と迫った。なお、浜田はこの著書の中で、三塚を9人の中でも一番厳しく糾弾している。
- その一方で、宗教法人の幸福の科学は三塚を「哲人政治家」として高く評価し、1995年には自らの政権の首相として三塚を推薦する事を表明した上、同団体系の出版社から『三塚博総理大臣待望論』[9]を刊行した。
- 有害図書の規制を主張し、「少年の健全な育成を阻害する図書類の販売等の規制に関する法案」（未提出）作成のきっかけとなる国会質問を行った人物として知られる（図書規制法を参照）。当時、飛鳥新社から刊行されていた『ポップティーン』を始めとする少女向け情報誌の内容を、衆議院予算委員会で「性欲講座」と批判[10]。この煽りを受けて複数の雑誌が休廃刊ないし大幅な路線変更を余儀無くされた[11]。
- 中選挙区時代、旧宮城1区で愛知揆一・和男親子との間で、選挙戦の際に得票数をめぐって激しい争いが行われた。「三愛戦争」と呼ばれたこの争いは、1994年の小選挙区制導入で愛知和男が宮城1区、三塚が宮城3区と住み分けが成立したことで解消された。
- 1982年に国鉄現場を抜き打ち視察を行い、同行していたマスメディアに日本国有鉄道の現場の腐敗ぶりを広く知らしめることで、国労の遵法闘争に終止符を打って、国鉄分割民営化への道筋を切り開くなど、政治家としての実力自体はかなり高いほうではあった。
  - なお、分割民営化の案が想定されていた当時、本州のJR分割に関して、東日本と西日本と二分割論が主流であった自民党において、「大阪の会社に東海道新幹線をやるわけにはいかん」と、三分割論を強硬に推進した中心人物とされている[要出典]。結果、中部地方には東海道新幹線を所有するJR東海が誕生し、JR西日本は山陽新幹線を有するのみにとどまった。
  - 竹下登首相がリクルート事件で退陣、退陣直前竹下首相のヨーロッパ外交の飛行機に同席していた通商産業大臣の三塚は宇野宗佑外務大臣に取り込み、宇野内閣で外務大臣に就任した。三塚と同じ福田→安倍→三塚派、中川派に所属し、運輸大臣時代に運輸政務次官を務めていた亀井静香は「三塚さんは早稲田大学の雄弁会だったから、とにかく弁舌さわやかで、ひとたび喋れば誰もが引き込まれた。総会でも、時間だけではなく、清和会はこうあるべきとか、熱く語って場をリードしていくので、若手は魅了されていった。政治の世界では、そうした行動は出世欲が強いと反感を持たれるものだが、なぜか彼は嫌われなかった。普通であれば、一方を向いていると、別の人には背中を向けてしまうものだが、三塚さんは常に誰にでも背中を向けていた。千手観音みたいだった。そういった八方美人のようなやり方は、俺の性には合わなかった。」[4]と述べている。

## 幸福の科学との関係
幸福の科学の刊行物によれば、1991年に妻の寿子が同教団に入会し、その後本人も正会員になったとされる。幸福の科学は三塚を会員と認識していたが、1995年8月14日時点の本人側の見解を報じた報道には、「幸福の科学からの一方的支持であり、ただただ困惑している」との三塚代議士事務所のコメントおよび「書籍は購読しているが、正会員という認識はない」という本人の発言がある。
また1996年に本人は「ほめ殺しだろうと、私のスタッフはガードした。代表の大川（隆法）さんとは会ったことはない」と述べている。
一方、1995年7月10日の東京ドームでの幸福の科学の祭典「御生誕祭」で大川隆法の講演「新生日本の指針」に参加し、会場の舞台の画面に三塚の映像メッセージが示され、集まった5万人に紹介された。この大川の講演では、当時発生した松本サリン事件や地下鉄サリン事件に代表される「オウム事件」の解決に尽力したのは三塚であり「事実上の内閣総理大臣」として国家危機管理に獅子奮迅の努力をされたと評価された。
また当時の経済運営や、日米貿易摩擦などの外交問題での政治手腕なども評価をし「次期総理大臣に推薦」との大川隆法の言葉があり、それに賛同する東京ドームの観衆から大きな拍手で評価された。この祭典の状況はマスコミに報道され、書籍『新生日本の指針』やVHSビデオで頒布された。
幸福の科学は書籍『三塚博総理大臣待望論』を1995年8月に発刊したり、雑誌「ザ・リバティ」1995年10月号で、「首相候補を採点する」などの特集で、三塚を最高点で評価した。1995年8月8日には東京日比谷の野外音楽堂を中心に日比谷公園に約10万人が集まり、「三塚総理実現のための集い」が開かれたりした。

## 元秘書
- 満井忠男
- 狩野岳也
- 中野正志
- 西村明宏

## 著作
- 『政党と政党人像 : 苦難と試練の歴史 わが国・宮城県』総合政策研究所、1983年10月30日。
- 『国鉄を再建する方法はこれしかない』〈世直しシリーズ ; 8〉、政治広報センター、1984年7月12日。ISBN 4880941085。
- 『さらば国有鉄道 : 歪んだレールは直さねばならぬ』〈Nesco books〉、ネスコ、1986年12月2日。ISBN 4890360360。
- 『今こそ改革を勇気ある平和国家をめざして』清和会、1992年10月30日。

## 関連書籍
- 『三塚博　全人像』（関口茂著　行政問題研究所　1992年）ISBN 4905786924
- 『三塚博　黒い履歴書　ゼネコン疑惑の主役　汚れた領袖の悪行を暴く』（菊池久著　ポケットブック社　1993年）ISBN 4341140558
- 『日本をダメにした九人の政治家』（浜田幸一著　講談社　1993年）

## 所属団体
- 神道政治連盟国会議員懇談会